# Resolutie 1749 Veiligheidsraad Verenigde Naties
Resolutie 1749 van de Veiligheidsraad van de Verenigde Naties werd unaniem door de Veiligheidsraad van de Verenigde Naties aangenomen op 28 maart 2007, en beëindigde de vereiste om alle wapenleveringen aan Rwanda te melden aan het 918-comité van de Veiligheidsraad.

## Achtergrond
Toen Rwanda een Belgische kolonie was, werd de Tutsi-minderheid in het land verheven tot een elitie die de grote Hutu-minderheid wreed onderdrukte. Na de onafhankelijkheid werden de Tutsi verdreven en namen de Hutu de macht over. Het conflict bleef aanslepen, en in 1990 vielen Tutsi-milities verenigd als het FPR Rwanda binnen. Met westerse steun werden zij echter verdreven.
In Rwanda zelf werd de Hutu-bevolking opgehitst tegen de Tutsi. Dat leidde begin 1994 tot de Rwandese genocide. De UNAMIR-vredesmacht van de Verenigde Naties kon vanwege een te krap mandaat niet ingrijpen. Later dat jaar werd het Rwandatribunaal opgericht om de daders te vervolgen.

## Inhoud
Rwanda vroeg dat de maatregelen die in 1995 met resolutie 1011 tegen het land waren opgelegd, een wapenembargo, zouden worden beëindigd.
Het was van belang dat alle landen ervoor zorgden dat wapens niet in handen van gewapende groepen terechtkwamen. De ontwikkelingen in Rwanda en het Grote Merengebied verliepen intussen in positieve zin.
Aldus besloot de Veiligheidsraad de maatregelen die waren opgelegd met paragraaf °11 van resolutie 1011, namelijk de vereiste dat alle landen wapenexporten naar Rwanda meldden aan het 918-comité en dat Rwanda wapenimporten
registreerde en eveneens meldde aan dat comité, per direct te beëindigen.

## Verwante resoluties
- Resolutie 1705 Veiligheidsraad Verenigde Naties (2006)
- Resolutie 1717 Veiligheidsraad Verenigde Naties (2006)
- Resolutie 1774 Veiligheidsraad Verenigde Naties
- Resolutie 1823 Veiligheidsraad Verenigde Naties (2008)

Lijst ·  1739 ·  1740 ·  1741 ·  1742 ·  1743 ·  1744 ·  1745 ·  1746 ·  1747 ·  1748 ·  1749 ·  1750 ·  1751 ·  1752 ·  1753 ·  1754 ·  1755 ·  1756 ·  1757 ·  1758 ·  1759 ·  1760 ·  1761 ·  1762 ·  1763 ·  1764 ·  1765 ·  1766 ·  1767 ·  1768 ·  1769 ·  1770 ·  1771 ·  1772 ·  1773 ·  1774 ·  1775 ·  1776 ·  1777 ·  1778 ·  1779 ·  1780 ·  1781 ·  1782 ·  1783 ·  1784 ·  1785 ·  1786 ·  1787 ·  1788 ·  1789 ·  1790 ·  1791 ·  1792 ·  1793 ·  1794